# Knubblårsbarkfluga
Knubblårsbarkfluga (Solva marginata) är en tvåvingeart som först beskrevs av Johann Wilhelm Meigen 1820.  Knubblårsbarkfluga ingår i släktet Solva och familjen lövträdsflugor. Arten är reproducerande i Sverige. Inga underarter finns listade i Catalogue of Life.